# Liga Futsal de 2002
A Liga Futsal de 2002 é a 7.ª edição do principal torneio de futebol de salão do Brasil, à época organizado pela Confederação Brasileira de Futsal (CBFS). Nos dias atuais, corresponde oficialmente à Liga Nacional de Futsal.
Com o melhor ataque e a melhor média defensiva da edição, a Ulbra se tornou a segunda equipe a conquistar o bicampeonato nacional. Após desempenho discreto na primeira fase, os gaúchos lideraram e concluíram a segunda etapa com apenas uma derrota. Líderes do grupo, passaram pelo Goiás na semifinal vencendo por 9 a 3 em Goiânia e empatando em 4 a 4 em casa. Na decisão diante do Minas, duas vitórias (7 a 4 na ida, 4 a 2 na volta) confirmaram o título canoense quatro temporadas após a primeira conquista.
Os semifinalistas Jaraguá e Goiás concluíram suas campanhas como terceiro e quarto colocados, respectivamente. Com 31 gols marcados, Lenísio, jogador da Ulbra, chegou à quarta artilharia de sua carreira.

## Fórmula de disputa

### Primeira fase
Na primeira fase, com os participantes distribuídos em dois grupos, as equipes enfrentaram apenas o grupo oposto em turno e returno. O campeonato seguiu o sistema padrão: 3 pontos por vitória, 1 ponto por empate e 0 por derrota. Em casos de igualdade na classificação, o critério de desempate considerado foi o saldo de gols. Apenas o último colocado de cada grupo foi eliminado.

### Segunda fase
Nesta fase, a distribuição foi mantida e os confrontos passaram a ocorrer entre as equipes do mesmo grupo. A fórmula de disputa foi a mesma da primeira fase. Apenas líderes e vice-líderes se classificaram para o mata-mata da competição.

### Fase final
O líder de cada grupo enfrentou o vice-líder do grupo oposto nas semifinais, em confronto com ida e volta — com a equipe de melhor campanha exercendo mando na segunda partida. Em caso de vitórias alternadas ou dois empates na chave, aplicou-se prorrogação com vantagem para a equipe de melhor classificação geral. Os vencedores avançaram para a final, disputada em duas partidas com terceiro jogo previsto em caso de igualdade.

## Participantes
| Equipe         | Parceria(s)  | Cidade         | Estado | Em 2001          | Títulos (último) |
| -------------- | ------------ | -------------- | ------ | ---------------- | ---------------- |
| Atlântico      | (nenhuma)    | Erechim        | RS     | (não participou) | 0 (não possui)   |
| Banespa        | (nenhuma)    | São Paulo      | SP     | 5.º              | 0 (não possui)   |
| Carlos Barbosa | (nenhuma)    | Carlos Barbosa | RS     | 1.º              | 1 (2001)         |
| Caxias         | Multisul     | Caxias do Sul  | RS     | 9.º              | 0 (não possui)   |
| Goiás          | UCG          | Goiânia        | GO     | (não participou) | 0 (não possui)   |
| Jaraguá        | Malwee       | Jaraguá do Sul | SC     | 7.º              | 0 (não possui)   |
| Londrina       | (nenhuma)    | Londrina       | PR     | (não participou) | 0 (não possui)   |
| Minas          | WayTV        | Belo Horizonte | MG     | 6.º              | 0 (não possui)   |
| Rio Verde      | Fesurv       | Rio Verde      | GO     | 11.º             | 0 (não possui)   |
| Santos         | Osan e Umbro | Santos         | SP     | (não participou) | 0 (não possui)   |
| São Paulo      | Barueri      | São Paulo      | SP     | (não participou) | 0 (não possui)   |
| Ulbra          | (nenhuma)    | Canoas         | RS     | 2.º              | 1 (1998)         |

## Primeira fase

### Grupo A
| Pos | Equipe         | Pts | J  | V | E | D | GP | GC | SG  | %  | Classificação                     |
| --- | -------------- | --- | -- | - | - | - | -- | -- | --- | -- | --------------------------------- |
| 1   | Carlos Barbosa | 20  | 12 | 6 | 2 | 4 | 49 | 32 | +17 | 56 | Classificados para a segunda fase |
| 2   | Atlântico      | 20  | 12 | 5 | 5 | 2 | 36 | 28 | +8  | 56 | Classificados para a segunda fase |
| 3   | Banespa        | 18  | 12 | 4 | 6 | 2 | 38 | 33 | +5  | 50 | Classificados para a segunda fase |
| 4   | Minas          | 16  | 12 | 5 | 1 | 6 | 36 | 33 | +3  | 45 | Classificados para a segunda fase |
| 5   | Goiás          | 14  | 12 | 3 | 5 | 4 | 43 | 45 | -2  | 39 | Classificados para a segunda fase |
| 6   | Rio Verde      | 9   | 12 | 2 | 3 | 7 | 38 | 52 | -14 | 25 | Eliminado na primeira fase        |

### Grupo B
| Pos | Equipe    | Pts | J  | V | E | D | GP | GC | SG  | %  | Classificação                     |
| --- | --------- | --- | -- | - | - | - | -- | -- | --- | -- | --------------------------------- |
| 1   | Caxias    | 23  | 12 | 7 | 2 | 3 | 45 | 35 | +10 | 64 | Classificados para a segunda fase |
| 2   | Jaraguá   | 20  | 12 | 5 | 5 | 2 | 46 | 38 | +8  | 56 | Classificados para a segunda fase |
| 3   | Londrina  | 19  | 12 | 6 | 1 | 5 | 27 | 33 | -6  | 53 | Classificados para a segunda fase |
| 4   | Ulbra     | 18  | 12 | 4 | 6 | 2 | 46 | 46 | 0   | 50 | Classificados para a segunda fase |
| 5   | São Paulo | 11  | 12 | 2 | 5 | 5 | 31 | 40 | -9  | 31 | Classificados para a segunda fase |
| 6   | Santos    | 6   | 12 | 1 | 3 | 8 | 28 | 48 | -20 | 17 | Eliminado na primeira fase        |

### Resultados
Na horizontal, os resultados como mandante. Na vertical, os resultados como visitante.
|                | ATL | BAN | ACBF | CAX | GOI | JAR | LON | MIN | RIO | SAN | SAO | ULB |
| -------------- | --- | --- | ---- | --- | --- | --- | --- | --- | --- | --- | --- | --- |
| Atlântico      | —   |     |      | 7-5 |     | 4-2 | 4-1 |     |     | 7-4 | 5-1 | 3-3 |
| Banespa        |     | —   |      | 3-3 |     | 3-3 | 2-1 |     |     | 2-1 | 7-1 | 6-6 |
| Carlos Barbosa |     |     | —    | 5-0 |     | 6-1 | 6-1 |     |     | 6-2 | 3-3 | 5-2 |
| Caxias         | 5-1 | 3-1 | 6-1  | —   | 4-3 |     |     | 5-2 | 5-0 |     |     |     |
| Goiás          |     |     |      | 4-4 | —   | 4-4 | 2-3 |     |     | 3-2 | 6-6 | 6-6 |
| Jaraguá        | 1-1 | 6-3 | 3-2  |     | 7-3 | —   |     | 5-3 | 7-2 |     |     |     |
| Londrina       | 2-0 | 1-1 | 6-5  |     | 1-2 |     | —   | 0-4 | 7-6 |     |     |     |
| Minas          |     |     |      | 0-1 |     | 3-3 | 0-2 | —   |     | 7-2 | 1-0 | 5-7 |
| Rio Verde      |     |     |      | 8-4 |     | 4-4 | 1-2 |     | —   | 4-1 | 5-5 | 4-4 |
| Santos         | 1-1 | 3-3 | 1-4  |     | 4-4 |     |     | 3-4 | 4-3 | —   |     |     |
| São Paulo      | 1-1 | 2-4 | 3-3  |     | 1-4 |     |     | 2-1 | 6-0 |     | —   |     |
| Ulbra          | 2-2 | 3-3 | 4-3  |     | 3-2 |     |     | 3-6 | 3-1 |     |     | —   |

## Segunda fase

### Grupo C
| Pos | Equipe         | Pts | J | V | E | D | GP | GC | SG  | %  | Classificação                   |
| --- | -------------- | --- | - | - | - | - | -- | -- | --- | -- | ------------------------------- |
| 1   | Minas          | 17  | 8 | 5 | 2 | 1 | 36 | 25 | +11 | 71 | Classificados para a fase final |
| 2   | Goiás          | 16  | 8 | 5 | 1 | 2 | 24 | 16 | +8  | 67 | Classificados para a fase final |
| 3   | Banespa        | 11  | 8 | 3 | 2 | 3 | 21 | 20 | +1  | 46 | Eliminados na segunda fase      |
| 4   | Atlântico      | 6   | 8 | 1 | 3 | 4 | 16 | 32 | -16 | 25 | Eliminados na segunda fase      |
| 5   | Carlos Barbosa | 5   | 8 | 1 | 2 | 5 | 21 | 25 | -4  | 21 | Eliminados na segunda fase      |

#### Resultados
Na horizontal, os resultados como mandante. Na vertical, os resultados como visitante.
|                | ATL | BAN | ACBF | GOI | MIN |
| -------------- | --- | --- | ---- | --- | --- |
| Atlântico      | —   | 2-2 | 2-1  | 2-2 | 4-4 |
| Banespa        | 2-1 | —   | 3-3  | 1-0 | 2-3 |
| Carlos Barbosa | 9-3 | 1-4 | —    | 0-2 | 2-3 |
| Goiás          | 5-2 | 3-2 | 4-1  | —   | 3-2 |
| Minas          | 7-0 | 7-5 | 4-4  | 6-5 | —   |

### Grupo D
| Pos | Equipe    | Pts | J | V | E | D | GP | GC | SG  | %  | Classificação                   |
| --- | --------- | --- | - | - | - | - | -- | -- | --- | -- | ------------------------------- |
| 1   | Ulbra     | 15  | 8 | 4 | 3 | 1 | 18 | 16 | +2  | 63 | Classificados para a fase final |
| 2   | Jaraguá   | 13  | 8 | 4 | 1 | 3 | 23 | 16 | +7  | 55 | Classificados para a fase final |
| 3   | Caxias    | 13  | 8 | 4 | 1 | 3 | 22 | 17 | +5  | 55 | Eliminados na segunda fase      |
| 4   | São Paulo | 10  | 8 | 3 | 1 | 4 | 16 | 16 | 0   | 42 | Eliminados na segunda fase      |
| 5   | Londrina  | 5   | 8 | 1 | 2 | 5 | 17 | 31 | -14 | 21 | Eliminados na segunda fase      |

#### Resultados
Na horizontal, os resultados como mandante. Na vertical, os resultados como visitante.
|           | CAX | JAR | LON | SAO | ULB |
| --------- | --- | --- | --- | --- | --- |
| Caxias    | —   | 4-1 | 3-1 | 1-1 | 4-1 |
| Jaraguá   | 2-0 | —   | 9-1 | 3-2 | 1-1 |
| Londrina  | 4-6 | 4-2 | —   | 0-1 | 3-3 |
| São Paulo | 4-2 | 1-3 | 5-2 | —   | 2-3 |
| Ulbra     | 3-2 | 3-2 | 2-2 | 2-0 | —   |

## Fase final
|  | Semifinais | Semifinais | Semifinais | Semifinais |   |    | Final | Final | Final | Final |
|  |            |            |            |            |   |    |       |       |       |       |
|  | 1C         | Minas      | 3          | 1 (2)      |   |    |       |       |       |       |
|  | 2D         | Jaraguá    | 3          | 1 (1)      |   |    |       |       |       |       |
|  |            |            |            |            |   | S1 | Minas | 4     | 2     |       |
|  |            | S2         | Ulbra      | 7          | 4 |    |       |       |       |       |
|  | 1D         | Ulbra      | 9          | 4          |   |    |       |       |       |       |
|  | 2C         | Goiás      | 3          | 4          |   |    |       |       |       |       |

## Premiação
| Liga Futsal de 2002       |
| ------------------------- |
|                           |
| Ulbra Campeã (2.º título) |

### Prêmios individuais
| Prêmio     | Vencedor | Vencedor | Equipe |
| ---------- | -------- | -------- | ------ |
| Artilheiro | Lenísio  | 31 gols  | Ulbra  |

## Classificação geral
| Pos | Equipe         | Pts | J  | V  | E  | D  | GP | GC | SG  | %  | Classificação               |
| --- | -------------- | --- | -- | -- | -- | -- | -- | -- | --- | -- | --------------------------- |
| 1   | Ulbra          | 43  | 24 | 11 | 10 | 3  | 88 | 60 | +28 | 60 | Campeão                     |
| 2   | Minas          | 35  | 24 | 10 | 5  | 9  | 84 | 74 | +10 | 49 | Vice-campeão                |
| 3   | Jaraguá        | 35  | 22 | 9  | 8  | 5  | 74 | 60 | +14 | 54 | Eliminados nas semifinais   |
| 4   | Goiás          | 31  | 22 | 8  | 7  | 7  | 74 | 74 | 0   | 47 | Eliminados nas semifinais   |
| 5   | Caxias         | 36  | 20 | 11 | 3  | 6  | 67 | 52 | +15 | 60 | Eliminados na segunda fase  |
| 6   | Banespa        | 29  | 20 | 7  | 8  | 5  | 59 | 53 | +6  | 49 | Eliminados na segunda fase  |
| 7   | Atlântico      | 26  | 20 | 6  | 8  | 6  | 52 | 60 | -8  | 44 | Eliminados na segunda fase  |
| 8   | Carlos Barbosa | 25  | 20 | 7  | 4  | 9  | 70 | 57 | +13 | 42 | Eliminados na segunda fase  |
| 9   | Londrina       | 24  | 20 | 7  | 3  | 10 | 44 | 64 | -20 | 40 | Eliminados na segunda fase  |
| 10  | São Paulo      | 21  | 20 | 5  | 6  | 9  | 47 | 56 | -9  | 35 | Eliminados na segunda fase  |
| 11  | Rio Verde      | 9   | 12 | 2  | 3  | 7  | 38 | 52 | -14 | 25 | Eliminados na primeira fase |
| 12  | Santos         | 6   | 12 | 1  | 3  | 8  | 28 | 48 | -20 | 17 | Eliminados na primeira fase |